# Bas-Rhin
Koordináták: é. sz. 48° 40′, k. h. 7° 35′48.666667°N 7.583333°E
Bas-Rhin (IPA: [bɑˈʁɛ̃]; elzásziul: Unterelsàss, magyarul: Alsó-Rajna) megyét az alkotmányozó nemzetgyűlés 1790. március 4-ei határozata nyomán hozták létre a francia forradalom idején.

## Elhelyezkedése
Franciaország északkeleti részén terül el, Grand Est régió (2015 végéig Elzász régió) része. A 
megyét északon a Rajna-vidék–Pfalz, keleten Baden-Württemberg, délen az Haut-Rhin, délnyugaton a Vosges megye, Meurthe-et-Moselle, nyugaton a Moselle megyék határolják.

## Települések
A megye legnagyobb városai 2010-ben:

| Település              | Népesség (fő, 2011) |
| ---------------------- | ------------------- |
| Strasbourg             | 272 222             |
| Haguenau               | 34 280              |
| Schiltigheim           | 30 952              |
| Illkirch-Graffenstaden | 26 805              |
| Sélestat               | 19 197              |
| Bischheim              | 17 283              |
| Lingolsheim            | 16 441              |
| Bischwiller            | 12 703              |
| Saverne                | 12 087              |
| Ostwald                | 11 310              |

## Képek

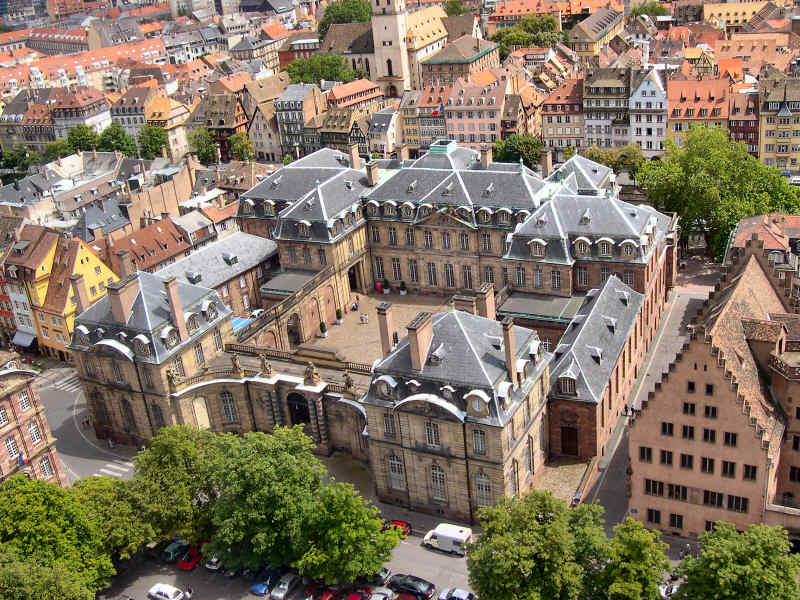
A Rohan család palotája, Strasbourg
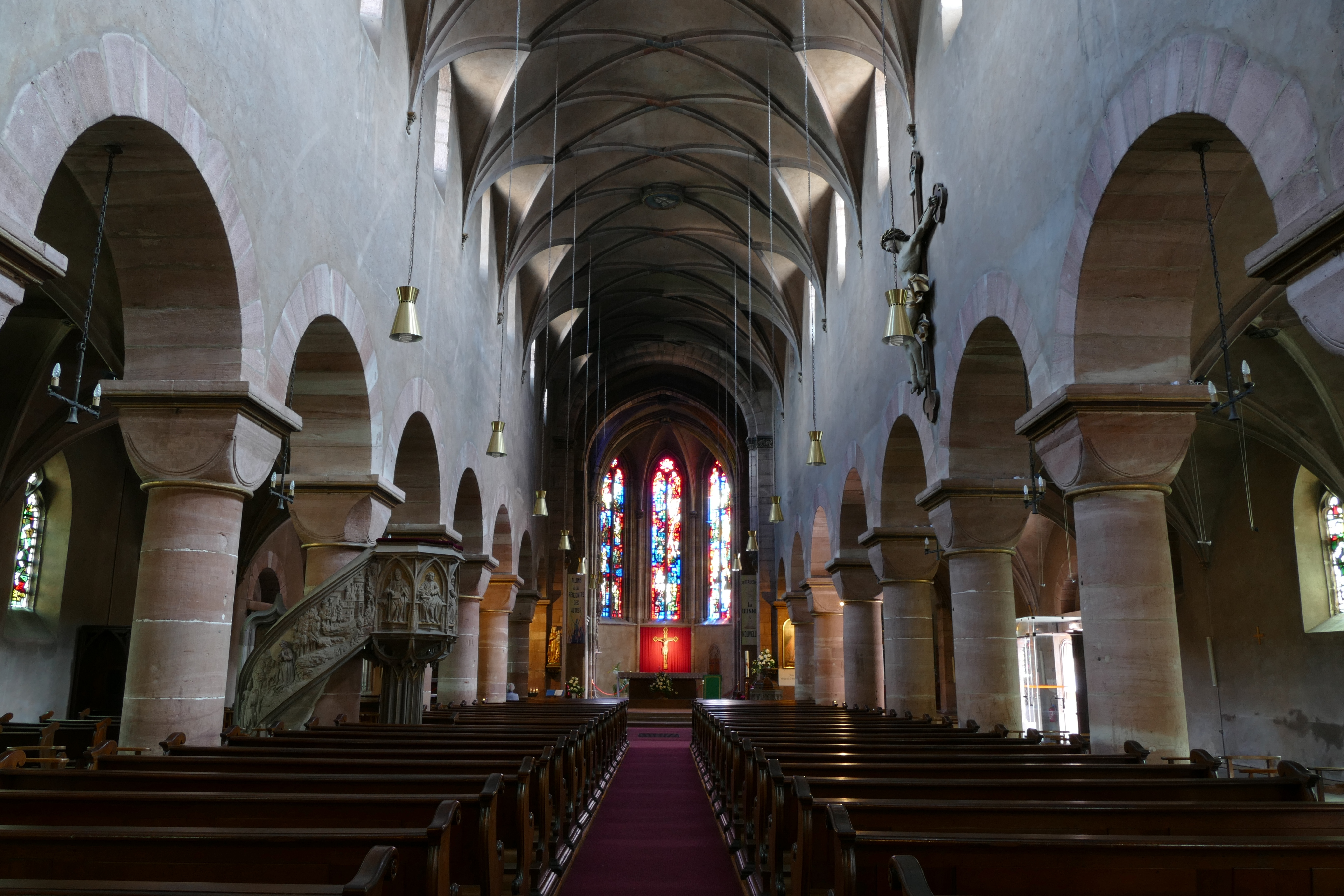
Saint-Georges-templom, Haguenau
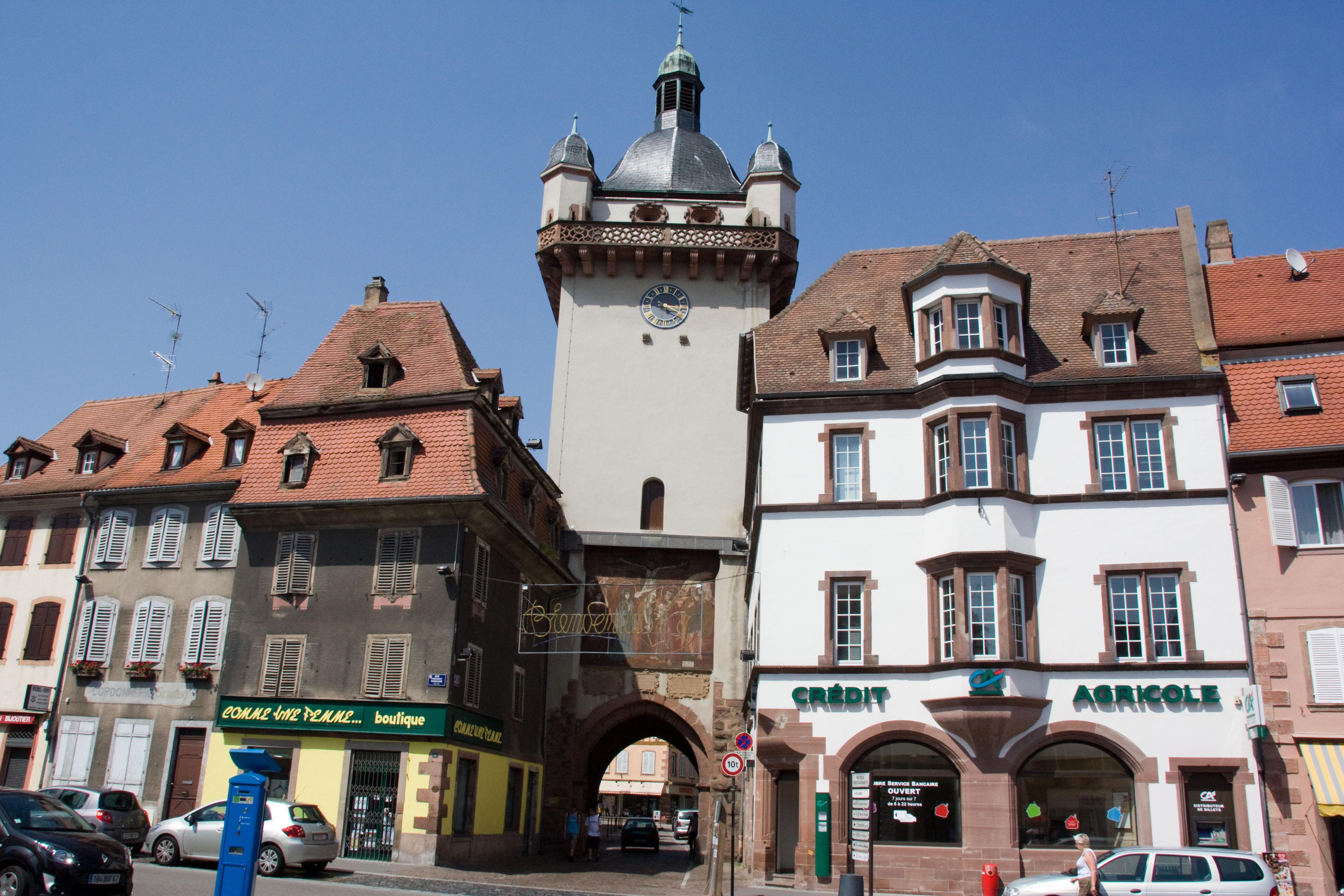
Óratorony, Sélestat
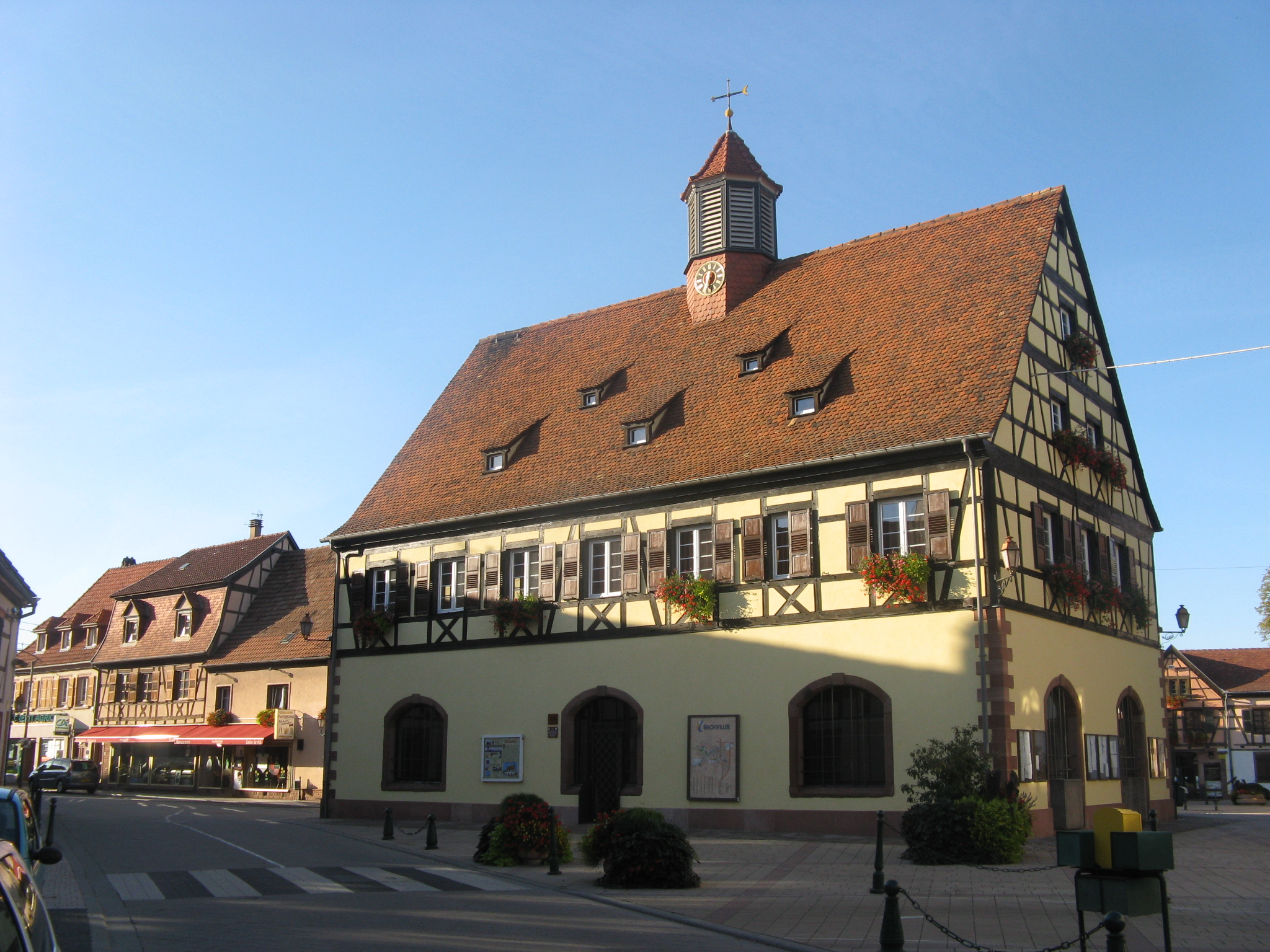
Régi városháza, Bischwiller
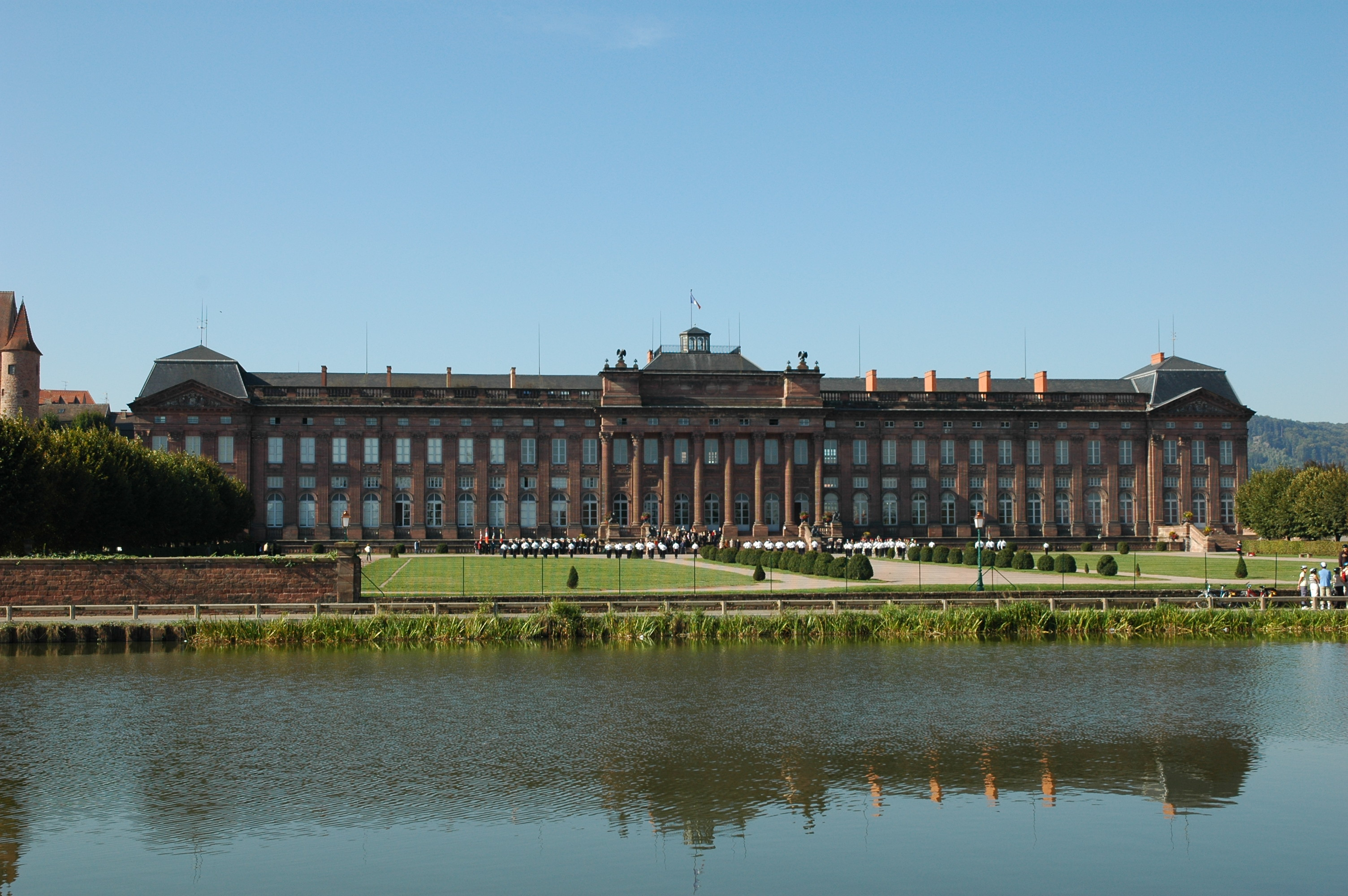
A Rohan család palotája, Saverne